# Domingo Guerrero Carnero
Domingo Guerrero Carnero (San Roque, 16 de febrer de 1920 - Buenos Aires, 10 de juny de 1973) fou un futbolista andalús de la dècada de 1940.

## Trajectòria
Andalús de naixement, la seva carrera futbolística transcorregué a Catalunya. Jugà al FC Barcelona durant la Guerra Civil (1936-38), guanyant el campionat català del 1937-38. Després de la guerra destacà al CE Europa, on jugà durant sis temporades. També jugà breument al Reus Deportiu i Terrassa FC, acabant la seva carrera al club Atlètic Turó. Posteriorment emigrà a l'Argentina, on morí el 1973.

## Palmarès
- Campionat de Catalunya de futbol:
  - 1937-38